# Girgentana-Ziege
Die Girgentana-Ziege stammt ursprünglich aus der italienischen Provinz Agrigento (Sizilien). Die Stadt Agrigento hieß bis 1929 Girgenti, nach ihr ist diese Hausziegenrasse benannt. Ihre Abstammung ist ungeklärt. Ein besonders auffälliges Merkmal sind ihre – im Gegensatz zu den meisten anderen Hausziegenrassen – spiralartig gewundenen Hörner, die beim Bock eine Länge von 80 cm erreichen können. Dies hat zu Vermutungen Anlass gegeben, die Girgentana-Rasse stamme von der zentralasiatischen Schraubenziege (Capra falconeri) ab. Deren Hörner sind spiralig nach außen gewunden, während bei der Girgentana-Ziege eine Windung nach innen festzustellen ist.
Die Anzahl der reinrassigen Tiere dieser widerstandsfähigen und anspruchslosen Hausziegenrasse war selbst in Italien bis zum Ende des 20. Jahrhunderts bereits sehr stark zurückgegangen. Grund dafür war die im Vergleich zu moderneren Züchtungen geringe Milchleistung. Heute haben sich die Bestände aufgrund des Interesses von Zoos und von Organisationen zur Erhaltung der landwirtschaftlichen Biodiversität wieder erholt. Die Girgentana-Ziege wird in der Landschaftspflege zur Erhaltung der Kulturlandschaft eingesetzt.